# 斯特林纪念图书馆

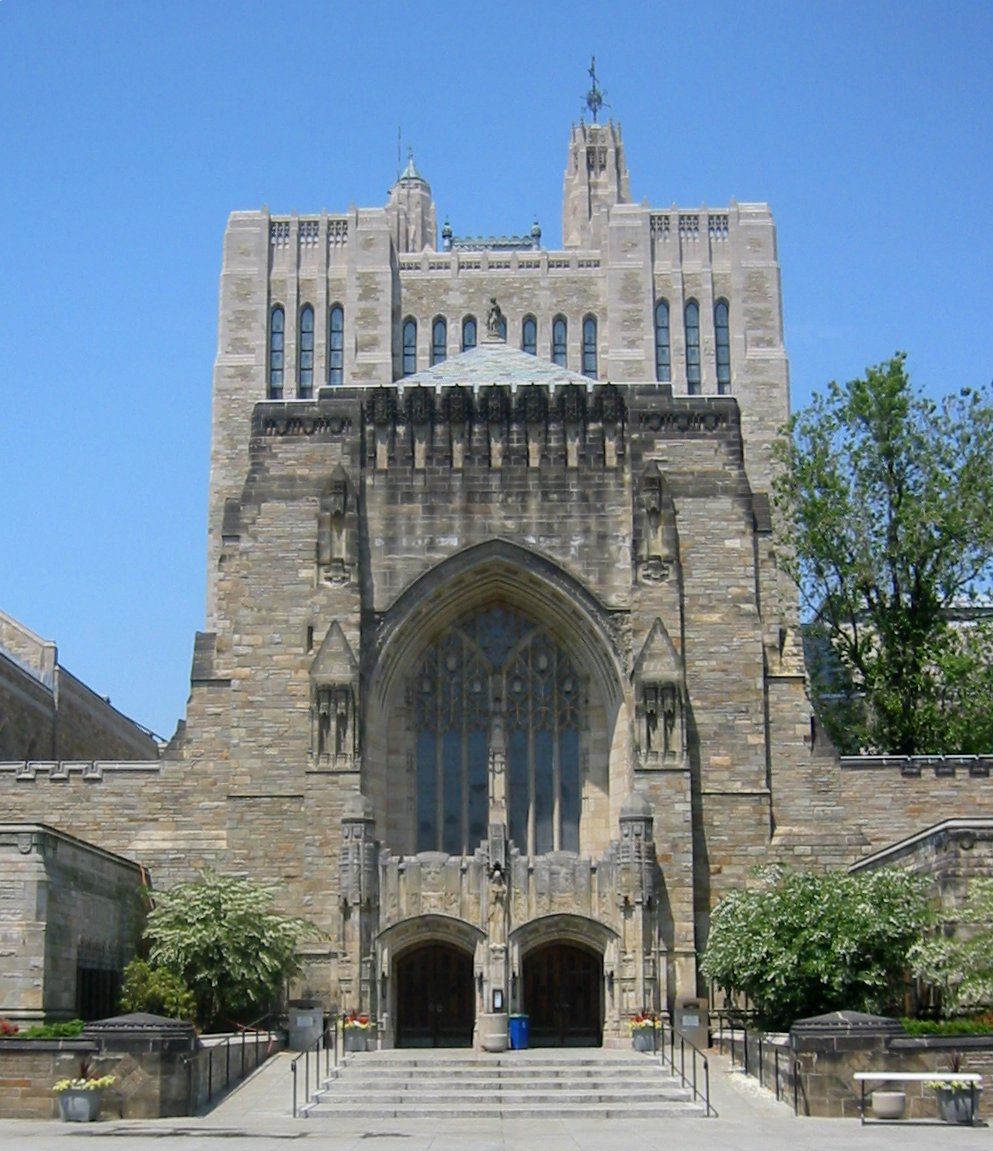
斯特林纪念图书馆

斯特林纪念图书馆（Sterling Memorial Library）是耶鲁大学最大的一家图书馆，1931年建成，是为纪念捐款人约翰·威廉·斯特林而命名的，其风格为哥特复兴式建筑，有15层楼，收藏有4百万册图书。

## 历史
Bertram Goodhue是斯特林图书馆的最初设计者，他原来计划要把该图书馆建的更高，样式仿照内布拉斯加州林肯市的州议会大楼，该计划被新的建筑师James Gamble Rogers修改了。Rogers按照哥特式教堂的式样设计图书馆，并要求能从街道上看到该图书馆，因此Berkeley College被分成两部分，以避免挡住该图书馆的正面。